# Lhakar

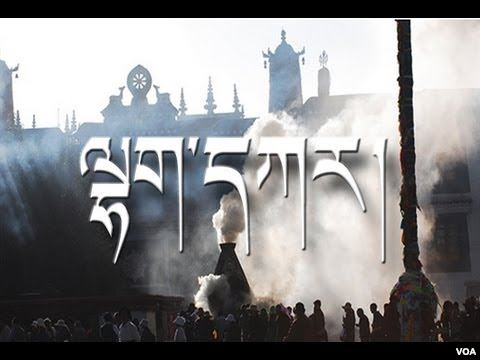
Lhakar

Lhakar (tibétain : ལྷག་དཀར་, Wylie : lhag dkar), abréviation de Lhakpa Karpo (tibétain : ལྷག་པ་དཀར་པོ, Wylie : lhag pa dkar po) signifiant « Mercredi Blanc », est une expression tibétaine et un mouvement de résistance débuté au Tibet en 2008.

## Histoire
Lhakar est un mouvement de résistance souterrain né au Tibet en 2008, une forme subtile de combat pour la liberté développée par des Tibétains au Tibet. 
Ils se parlent uniquement en tibétain, ne mangent que de la cuisine tibétaine ou boycottent les produits chinois.
Le mercredi étant une journée de spiritualité pour le dalaï-lama, les Tibétains firent de ce jour de la semaine une fête, la couleur blanche est considérée comme auspicieuse par les Tibétains. 
Ces militants du « Lhakar » portent des vêtements de fête, mangent de la cuisine tibétaine, ne parlent qu'en tibétain et se rendent dans des monastères le mercredi.
Il s'agit pour ces Tibétains d'exposer leur identité, mais aussi de refuser de coopérer avec les Chinois, comme le Mahatma Gandhi dans sa lutte anticolonialiste. 
Ainsi, à Nangchen où le marché était dominé par les Chinois, et les prix excessifs, les Tibétains lancèrent un boycott qui entraîna la fermeture de boutiques par manque de clientèle,.
Le gouvernement chinois peut difficilement criminaliser ses activités, les vêtements traditionnels s'étant répandu en Chine.
Cependant, dans l'Est tibétain une femme tibétaine fut arrêtée pour incitation au Lhakar.
Après l'immolation et la mort le 17 octobre 2011 de Tenzin Wangmo, 20 ans, une nonne du couvent de Dechen Choekor Ling à Ngaba, la première femme à s'immoler depuis le début du mouvement d'auto-immolation de Tibétains débuté en mars 2011, le dalaï-lama pratique un jeûne complet d'une journée avant une prière collective avec une centaine de moines, de nonnes et de laïcs tibétains dans le monastère de Namgyal à Dharamsala, un mercredi, en relation avec le mouvement Lhakar.